# Protoceratopsidae
Protoceratopsidae (zástupci čeledi = protoceratopsidi) byla čeleď ptakopánvých rohatých dinosaurů z kladu Neoceratopsia, žijících v období svrchní křídy (geologické stupně santon až maastricht, zhruba před 86 až 70 miliony let). V současnosti řadíme do této čeledi několik rodů z Číny a Mongolska, ne všechny jsou ale s jistotou vědecky platné (validní). Formálně tento taxon stanovili američtí paleontologové Walter W. Granger a William K. Gregory v roce 1923 jako monotypickou čeleď pro druh Protoceratops andrewsi.

## Popis

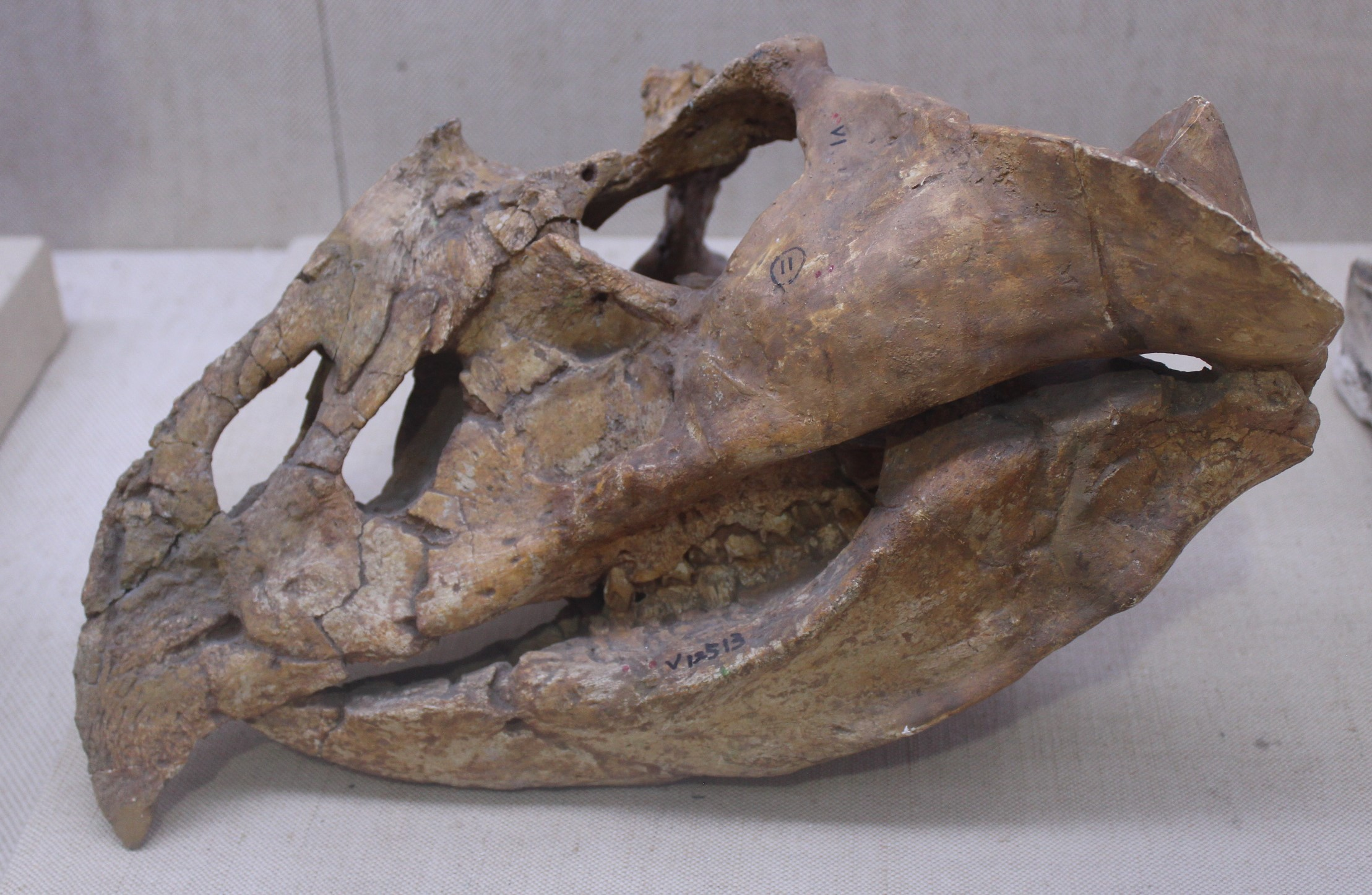
Lebka rodu Magnirostris, zástupce čeledi.

Protoceratopsidi byli menší býložraví dinosauři, žijící zřejmě v sušších oblastech (polopouštích a pouštích) na východě Asie. Jejich fosilie zatím nebyly objeveny v Severní Americe. Tito malí rohatí dinosauři dosahovali délky 1 až 2,5 metru a hmotnosti v řádu několika jednotek až desítek kilogramů. Jejich lebeční límce byly poměrně malé, stejně jako lebeční rohy. Jsou rozlišována tři růstová stadia těchto dinosaurů - mláďata, subadultní (nedospělí) jedinci a dospělci.
Vývojově primitivní ceratopsidi, jako byl severoamerický rod Diabloceratops, měli ještě některé anatomické znaky shodné právě s protoceratopsidy.
Novější výzkumy ukazují, že tito ptakopánví dinosauři možná kladli vajíčka s měkkým obalem a nikoliv s pevnou skořápkou (podobnou ptačí), jak se dříve obecně předpokládalo.
Fosilie těchto dinosaurů byly zkoumány za pomoci CT segmentace v kombinaci s umělou inteligencí.